# Лаптев, Михаил Юрьевич
Михаил Юрьевич Лаптев (настоящая фамилия Дзалаев, в качестве псевдонима взял девичью фамилию матери; 29 марта 1960, Москва — 18 декабря 1994, там же) — русский поэт.

## Биография
Рос в семье известных библиофилов — Наны Дзалаевой и Анатолия Куганова (отчима). Прадед по материнской линии — полковник царской армии Николай Николаевич Кащеев; дед — художник-иллюстратор, поэт, член-корреспондент АХ СССР Алексей Михайлович Лаптев. Большую роль в воспитании Михаила сыграли сестра деда Татьяна Михайловна Лаптева, учительница английского языка, и деревенская няня из раскулаченных Мария Ивановна Смирнова. Окончил специнтернат с дополнительным изучением китайского языка, учился на историческом факультете Московского областного педагогического института (МГПИ), откуда из-за конфликта с деканом был отчислен с последнего курса.
Стихи писал с детства; с начала 1980-х годов посещал московские литературные объединения и студии, в том числе «Кипарисовый ларец». С 1989 году начал печататься; печатался в журналах «Юность», «Новый мир», «Дружба народов», в различных альманахах, в газете «Гуманитарный фонд». В 1992 году вместе с Андреем Поляковым и Игорем Сидом создал московско-крымскую литературную группу «Полуостров», к которой вскоре присоединились Николай Звягинцев и Мария Максимова. Скончался от сердечного приступа, через несколько месяцев после выхода своей первой книги «Корни огня».
После смерти М. Лаптева его стихи были включены в антологии «Строфы века», «Самиздат века», «Русские стихи 1950—2000», продолжают публиковаться в бумажных и сетевых изданиях, с 2006 года регулярно появляются на специально созданной странице Живого Журнала «mihail_laptev».

## Книги
- Корни огня: Стихи 1987—1994 годов. — М.: ЛИА Р.Элинина; Издательская квартира Андрея Белашкина; Маленькое издательство, 1994.
- Тяжёлая слепая птица. — М.: Крымский клуб, 2012.
- Последний воздух. — М.: Art House-media, 2015.

## Память
- В ноябре 2008 года в московском клубе «Улица ОГИ» состоялся вечер памяти Михаила Лаптева. Среди участников события были Николай Звягинцев, Мария Максимова, Данила Давыдов, Игорь Сид, Данил Файзов, Екатерина Дайс.
- В апреле 2012 года в московском клубе «Улица ОГИ», в рамках Всемирного дня поэзии ЮНЕСКО, состоялась презентация посмертной книги Михаила Лаптева «Тяжёлая слепая птица».

## Рецензии
- Ольга Балла-Гертман. «Неприрученное бытие» («Радио Свобода», 29.04.12)

Издание тоненького сборника Михаила Лаптева (1960—1994), умершего несколько исторических и поэтических эпох назад, безусловно следует причислить к наиболее значительным литературным событиям последних лет.
- Мария Галина. «Книжная полка Марии Галиной» («Новый мир». № 5, 2012)

Одна из самых долгожданных публикаций текущего литературного года: сборник рано умершего поэта (1960—1994), в архиве которого остались, как сказано в предварении к изданию, «многие тысячи стихотворений» (единственная прижизненная книга вышла в издательстве Руслана Элинина за несколько месяцев до смерти Лаптева). «Тяжелая слепая птица», открывающая серию «Зоософия», представляет собой своего рода сверхизбранное — как опять же гласит предварение — «с явственной метареалистической компонентой». Книга (составитель Игорь Сид) получилась цельной и мощной и — в соответствии с названием серии — насыщенной «зоософическими» образами.
- Екатерина Дайс. «Теология бога-собаки» («Русский журнал». 30.06.2012)

Листая эту небольшую книжку Лаптева, я испытываю одновременно радость и горечь. Горечь оттого, что почти два десятилетия российский читатель был лишён этого изысканного наслаждения, замешанного на признании трагичности мира и его гармоничной системности. Но хочется верить, что стихам Лаптева, как драгоценному вину (слова Марины Цветаевой не раз применялись по отношению к этому поэту), выдержанному в подвале забвения, наконец-то настал свой черёд, — и они выйдут на свет Божий, как Персефона.

## Переводы
- Первый перевод поэзии Михаила Лаптева выполнил венгерский переводчик Péter Imre Gágyor в мае 2012 года.